# 邦松
邦松（法語：Bonson，法語發音：[bɔ̃sɔ̃]），法国东南部城市，奥弗涅-罗讷-阿尔卑斯大区卢瓦尔省的一个市镇，隶属于蒙布里松区，其市镇面积为5.15平方公里，2022年1月1日时人口数量为4,478人，在法国城市中排名第2,794位。
邦松位于卢瓦尔省中南部，卢瓦尔河左岸，克莱蒙费朗－卢瓦尔河畔圣瑞斯特铁路由此通过并设站，是圣艾蒂安的一个远郊卫星城。

## 地名来源

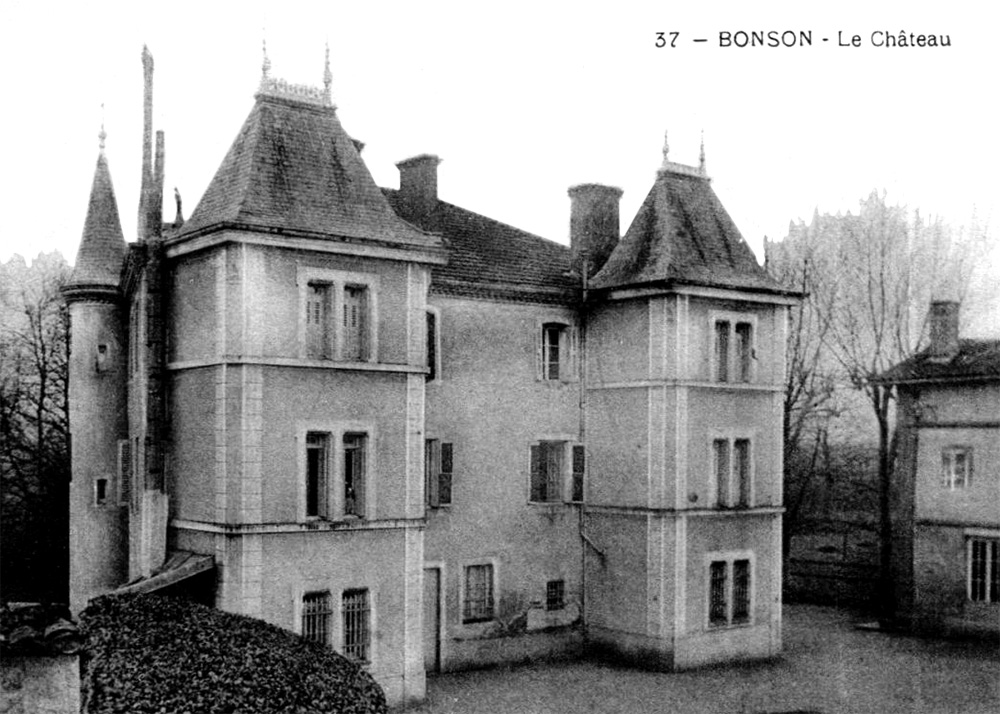
邦松城堡

“邦松”一名最初于公元12世纪被记载，其语源及含义尚有待考证。

## 历史
邦松早期历史尚不清楚，中世纪时长期为一处普通农业聚落，隶属于福雷伯国。17世纪时，当地领主开始修建邦松城堡。法国大革命后，邦松成为罗讷-卢瓦尔省的一个市镇，彼时当地人口数量三十余人。1793年起邦松成为卢瓦尔省的一个市镇。工业革命期间，途径邦松的克莱蒙费朗－卢瓦尔河畔圣瑞斯特铁路建成运行，当地出现了多处厂矿。二战后，随着通勤列车的开行，邦松人口数量逐年增加，成为圣艾蒂安的一个远郊卫星城。

## 地理

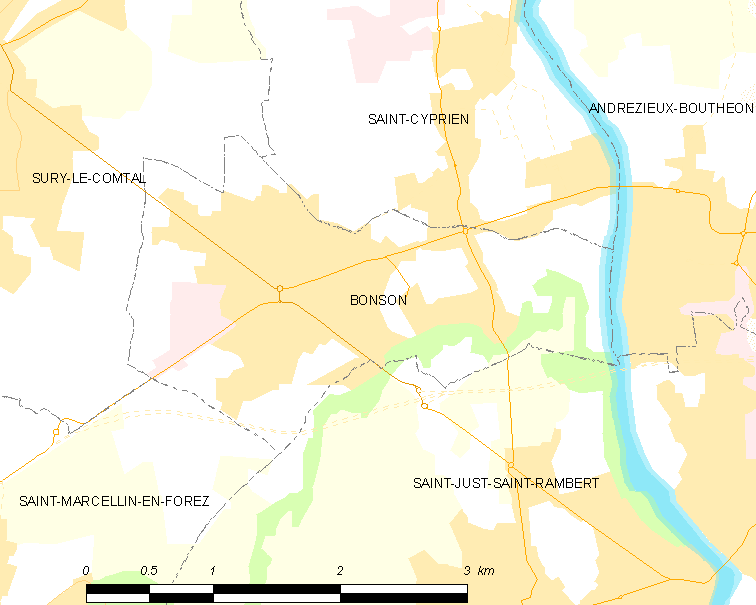
邦松市镇范围地图

邦松位于法国东南部，奥弗涅-罗讷-阿尔卑斯大区中西部和卢瓦尔省中部，距离省会圣艾蒂安大约20公里。与邦松接壤的市镇包括：圣西普里安、昂德雷济约-布泰翁、福雷地区圣马塞兰、圣瑞斯特-圣朗贝尔、叙里勒孔塔勒。

### 地形
邦松位于卢瓦尔河沿岸的福雷平原腹地，境内以平原为主，市镇中心地势较为平坦，全境海拔在355到385米之间。

### 水文
邦松位于卢瓦尔河流域，卢瓦尔河干流自南向北流经境内东部。

### 植被
邦松属于温带阔叶混交林区，林地散落分布于市区东部的部分街区。
在鲜花城市的评比中，邦松暂未被评级。

### 气候
邦松在柯本气候分类法中属于温带海洋性气候。

## 行政区划
邦松是法国奥弗涅-罗讷-阿尔卑斯大区卢瓦尔省的一个市镇，编号为42022。邦松隶属于蒙布里松区、卢瓦尔省第四选区以及圣瑞斯特-圣朗贝尔县，同时也是卢瓦尔-福雷城市圈公共社区的组成部分。
法国国家统计与经济研究所（简称）在进行数据统计时，将邦松及相邻的另外11个市镇设为圣瑞斯特-圣朗贝尔城市核心区，并将包括核心区在内的周边共117个市镇划为圣艾蒂安城市区。自2020年起，圣艾蒂安城市区被包含105个市镇的圣艾蒂安城市辐射区代替。此外，还将邦松市镇整体看作一个“块区”（IRIS），以便于统计人口分布情况。

## 交通

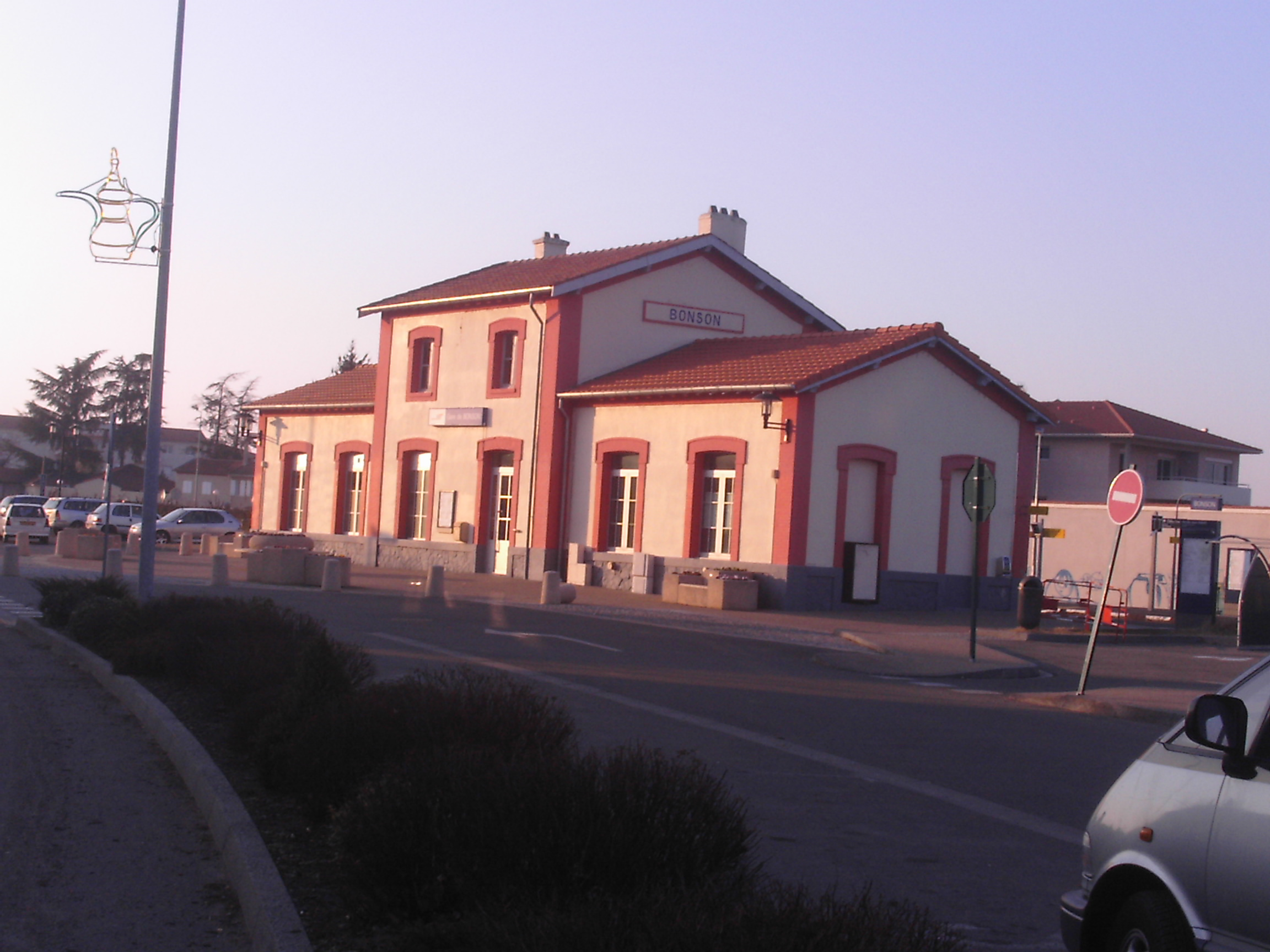
邦松火车站的主站房

### 公路
多条卢瓦尔省省道在邦松境内交汇，奥弗涅-罗讷-阿尔卑斯大区下属的城际客运提供巴士线路，可前往周边部分市镇。
2018年，87.5%的邦松家庭拥有至少一辆私人汽车。2019年，邦松境内共发生各类交通事故1起，造成1人受伤。
| 巴黎-奥尔良门 | 465 |

| 里昂-佩拉什 | 78 |

| 圣艾蒂安-平台 | 16 |

| 圣艾蒂安 | 21 |

| 罗阿讷 | 67 |

| 蒙布里松 | 16 |

| 克莱蒙费朗 | 126 |

| 圣沙蒙 | 30 |

| 菲尔米尼 | 24 |

| 勒皮 | 84 |

| 蒙特龙莱班 | 17 |

| 圣加尔米耶 | 14 |

### 铁路
邦松位于克莱蒙费朗－卢瓦尔河畔圣瑞斯特铁路上。邦松站位于市区中部，停靠往返于圣艾蒂安和博安一线的区域列车。

### 航空
距离邦松最近的民用航空站为里昂圣埃克絮佩里机场，距离邦松市中心的公路里程约93公里。

### 城市公共交通
截至2022年1月，邦松暂无城市公共交通系统。

## 政治

### 市政内阁
邦松的现任市长为蒂耶里·德维尔先生（Thierry Deville），他是一名中间派，自2021年1月起担任，其前任约瑟夫·德维尔（Joseph Deville）在2020年的市政选举中获得了57.3%的支持率，后于2021年1月宣布辞职。

### 投票选举
| 邦松历届投票选举结果 |                     |              |                           |          |              |                           |          |          |
| 选举项目             | 选区单位            | 选举结果     | 选举结果                  | 选举结果 | 选举结果     | 选举结果                  | 选举结果 | 参考资料 |
| 选举项目             | 选区单位            | 第一轮胜出者 | 第一轮胜出者              | 支持率   | 第二轮胜出者 | 第二轮胜出者              | 支持率   | 参考资料 |
| 2017年法國總統選舉   | 市镇                |              | 玛丽娜·勒庞               | 29.62%   |              | 埃马纽埃尔·马克龙         | 57.83%   | [ 13 ]   |
| 2017年法国立法选举   | 卢瓦尔省第四选区    |              | 达维德·科费尔             | 32.39%   |              | 迪诺·西尼埃里             | 51.51%   | [ 13 ]   |
| 2019年欧洲议会选举   | 市镇                |              | 玛丽娜·勒庞               | 28.77%   | （无）       | （无）                    | （无）   | [ 13 ]   |
| 2021年法国省级选举   | 圣瑞斯特-圣朗贝尔县 |              | 希尔薇·博内 埃里克·拉尔东 | 54.49%   |              | 希尔薇·博内 埃里克·拉尔东 | 76.28%   | 。       |
| 2021年法国大区选举   | 邦松市镇            |              | 洛朗·沃基耶               | 47.25%   |              | 洛朗·沃基耶               | 57.16%   | 。       |

## 人口
2018年，邦松市镇人口数量为3,960，在法国排名第2,794位。其中男性1,954人，女性2,006人，75岁及以上人口占7.9%，外籍人口数量为610人，人口密度为769人/平方公里，当地居民被称为（男性）或（女性）。2019年，邦松境内出生50人，死亡人口27人。
| 年份   | 1936 | 1946 | 1954 | 1962 | 1968  | 1975  | 1982  | 1990  | 1999  | 2006  | 2007  | 2008  | 2013  | 2019  |
| ------ | ---- | ---- | ---- | ---- | ----- | ----- | ----- | ----- | ----- | ----- | ----- | ----- | ----- | ----- |
| 人口數 | 536  | 616  | 709  | 904  | 1,096 | 1,513 | 2,566 | 3,880 | 3,816 | 3,710 | 3,695 | 3,680 | 3,715 | 4,093 |

## 经济
截止2022年1月，邦松市镇范围内共有各类用人单位（包含自雇）461家，平均历史为14年，其中99.63%为中小型企业（PME）。（模具生产）、（城际公路货运）及（模具生产）是当地2020年营业额最高的三个企业，分别为9,294,830欧元、6,564,645欧元和4,635,660欧元。

## 财政与居民收入
2020年，邦松的财政收入总额为5,442,320欧元，财政支出总额为5,425,830欧元，当年的债务总额为5,751,620欧元。2021年，邦松共获得588,590欧元的国家财政补助，比上一年增加了1.46%。
2019年，邦松的人均月收入总额为2,131欧元，其中高级职员为3,540欧元，低于法国平均水平（4,230欧元）；中级职员为2,305欧元，低于法国平均水平（2,411欧元）；普通职员为1,681欧元，亦低于法国平均水平（1,740欧元）。
2018年，邦松境内的青壮年（15至64岁）失业率为9.3%，当地51.8%的家庭拥有纳税资格，平均纳税2,211欧元，低于法国平均水平（3,910欧元）。

## 社会事务

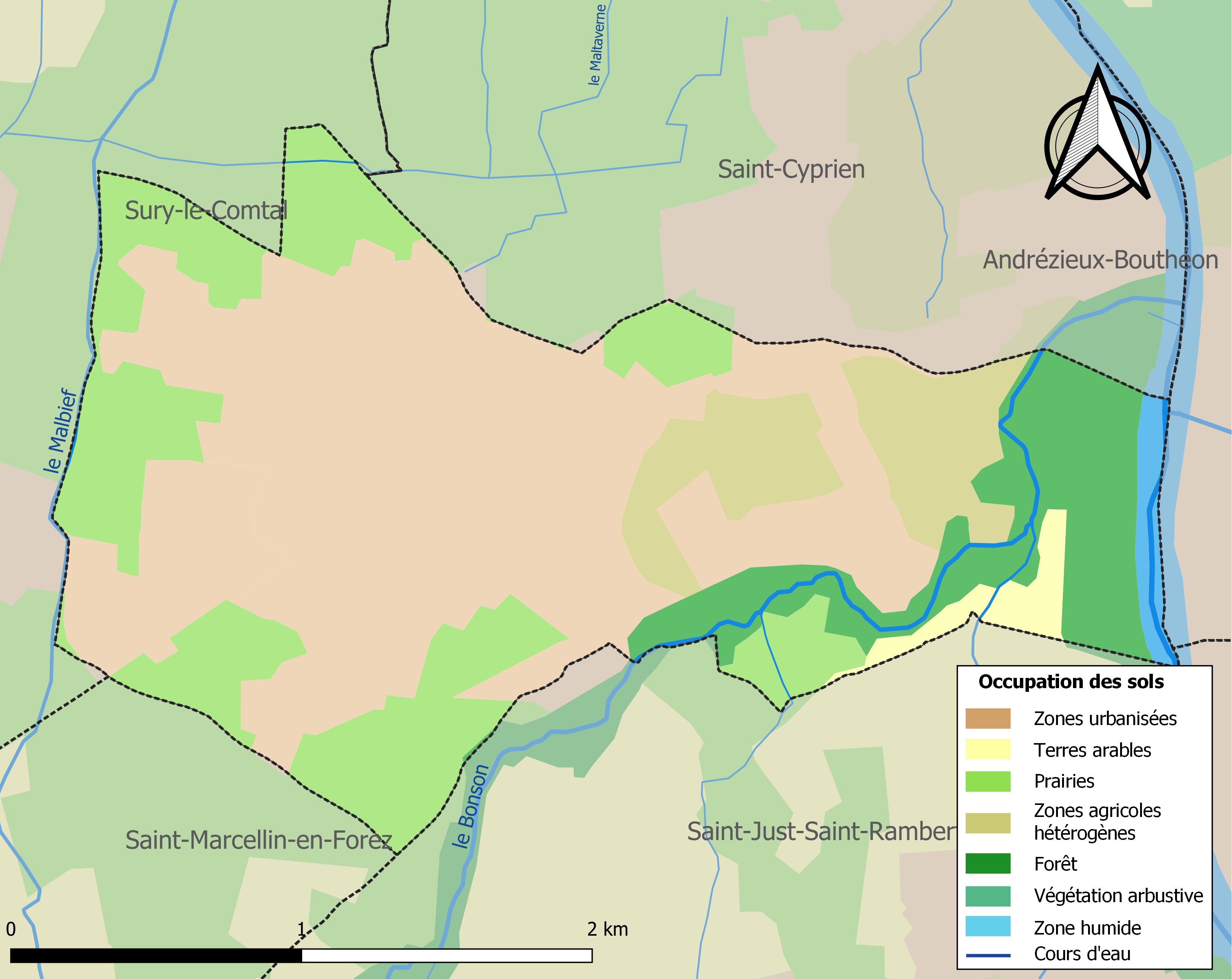
邦松土地利用情况地图

### 教育
邦松属于里昂学区。截止2020年1月1日，邦松境内共有1所小学。

### 医疗
截止2020年1月1日，邦松境内共有全科医生4名、保健师3名、牙医3名、护士12名和助产士1名。境内共有药房1家。
距离邦松最近的区域性医疗机构为圣艾蒂安大学中心医院，其主病区位于圣艾蒂安市区北部，距离邦松市区正常车程约15分钟，该院设有床位1,276个，是当地规模最大的公立综合性医院。

### 住房
2018年，邦松境内共有各类住房1,753套，其中82%为独立式居民区，17.9%为集中式居民区。常住房屋占邦松市镇范围内居民建筑总量的93.1%。
在住房保障政策方面，2020年，邦松境内共有237户家庭获得了住房经济补助，受益人数占总人口数量的6%，其中212份为房租补助。

### 商业
2019年，邦松境内共有各类实体商铺96家，其中餐厅6家、大型超市1家、面包房5家、肉铺1家、装饰品店1家、银行门店1家、美容美发店8家、汽车维修店8家。市中心建有一家利多超市，市区东北部的圣西普里安境内建有开放式商业街区。

### 体育
2020年，邦松境内共有1间体育馆、2处网球场、1处足球或橄榄球场以及1处篮球或排球场。
截至2022年1月，邦松境内暂无注册足球俱乐部。邦松-圣西普里安足球俱乐部（Football Club Bonson - Saint-Cyprien）是当地的一支足球队，注册地址位于圣西普里安境内，2021至2022赛季参加卢瓦尔省足球联赛。

### 环境
邦松的环境事务由其所属的公共社区负责。2019年，邦松境内共有1家污染企业。

### 治安
邦松所在地是蒙布里松宪兵总队的管辖范围。2020年，该宪兵总队辖区内共136个市镇累计发生各类案件4,666起，其中盗窃类案件2,169起，经济类案件908起，毒品交易类案件216起。

## 文化
2020年，邦松境内暂无任何文化设施。邦松市政府提供多媒体中心，向公众全年开放。

### 建筑

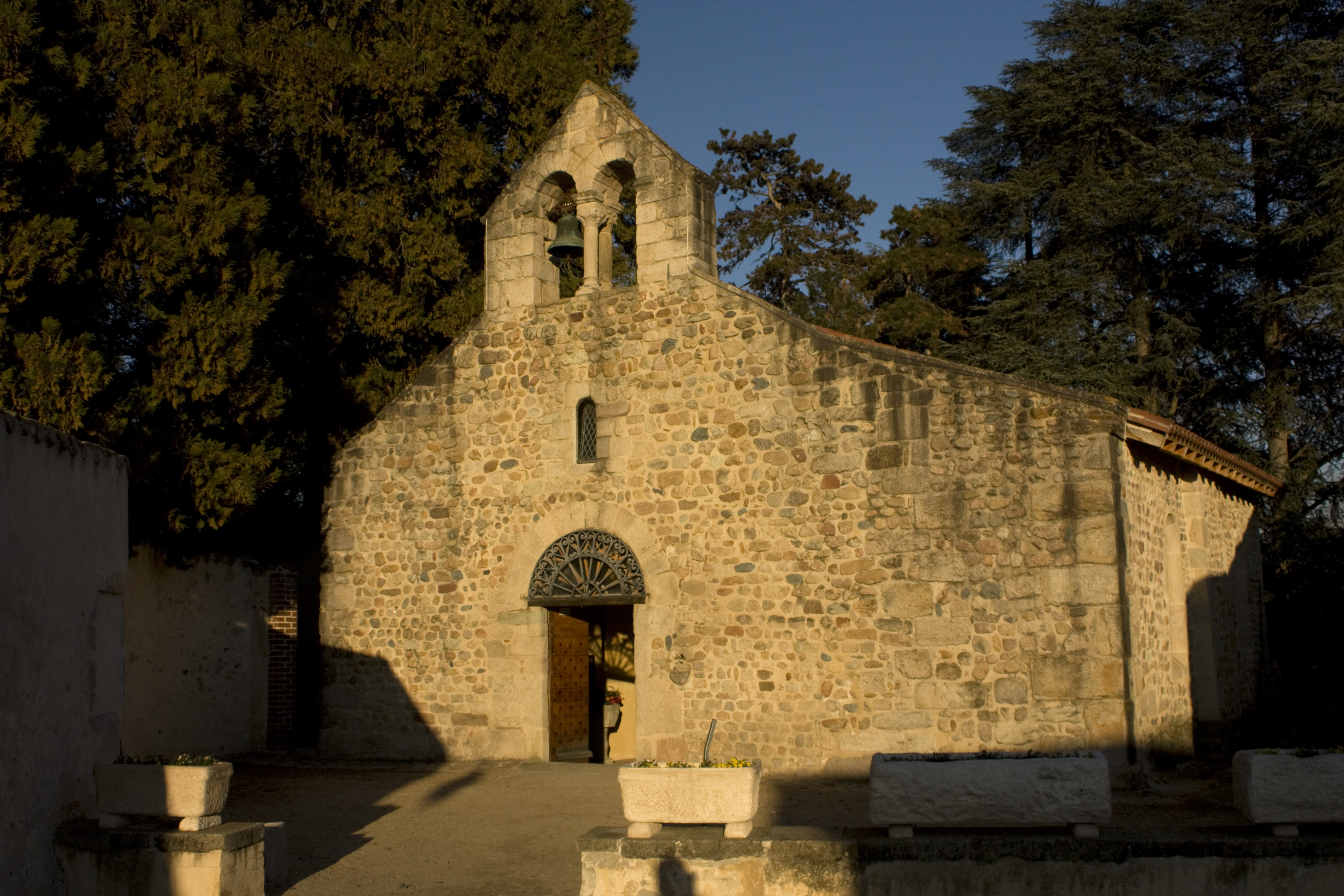
邦松圣母小教堂

邦松境内有多处历史建筑，其中邦松圣母小教堂（Chapelle Notre-Dame de Bonson）是法国国家文物保护单位。

### 旅游
邦松的旅游事务由其所属的公共社区负责。2021年，邦松境内共有2家酒店共计14间房间。

### 媒体
法国主要的媒体均可在邦松接收，法国电视三台下属的奥弗涅-罗讷-阿尔卑斯大区频道在部分时段播出邦松所属区域的地方新闻。当地主要的地方性媒体包括《进步报》、蓝色法兰西圣艾蒂安广播、Scoop广播、卢瓦尔省电视台等

## 友好城市
截至2022年1月，邦松暂未建立任何友好城市关系。